# 阿姆斯特丹 (纽约州)
阿姆斯特丹，美国纽约州蒙哥马利县的一座城市。总人口18,620（2010年）。该市得名于荷兰首都阿姆斯特丹。莫霍克河流经阿姆斯特丹市区。该市的大部分位于河北岸。